# Collingwood Football Club
De Collingwood Football Club, bijgenaamd The Magpies (ook wel The Pies), is een Australian footballclub die speelt in de Australian Football League (AFL). De club werd opgericht in 1892 en vertegenwoordigde traditioneel de buitenwijk Inner-Melbourne van Collingwood en was gevestigd in Victoria Park in Abbotsford. De club is nu gevestigd in de Melbourne Sports and Entertainment Precinct in Melbourne.